# Ferrol (Romblon)
Ferrol è una municipalità di quinta classe delle Filippine, situata nella Provincia di Romblon, nella regione di Mimaropa.
Ferrol è formata da 6 baranggay:
- Agnonoc
- Bunsoran
- Claro M. Recto
- Hinaguman
- Poblacion (Ferrol)
- Tubigon